# Bryum hatcheri
Bryum hatcheri är en bladmossart som beskrevs av Per Karl Hjalmar Dusén 1903. Bryum hatcheri ingår i släktet bryummossor, och familjen Bryaceae. Inga underarter finns listade i Catalogue of Life.